# 三太夫 (落語)
三太夫 （さんだゆう)は、落語に登場する架空の人物である。

## 人物像
フルネームは田中三太夫であることが多く、赤井御門守の家老や用人として登場する事が多い。赤井御門守などと共に行動することが多いが、彼らに振り回されることが多い。現代の時代劇もしくは時代劇をもとにしたコントの「殿様と家老」の原型であるという指摘がある。

## 時代考証
江戸時代には、実際に家老や用人などを「三太夫」と呼ぶ慣習はなかった。大名の家老の呼称としてあったのは「太夫」で、この場合は「たいふ」と読んだ。「三太夫」と呼ぶ慣習が起こったのは華族が登場した明治時代以降である。「三太夫」と呼ばれたのは、華族や家令や家扶など、財産のある人々であった。

## 登場する噺
『妾馬（八五郎出世）』、『目黒のさんま』、『松曳き』、『火焔太鼓』、『将棋の殿様』、『ねぎまの殿様』、『初音の鼓』といった噺に登場するが、演者によっては名前が違う場合がある。